# Lyceum
Lyceum (græsk: Λύκειον, tr. Lykeion) betyder højere skole. Ordet bruges i dag om en pædagogisk institution inden for uddannelsessystemer i en række lande, hovedsageligt i Europa (fransk: lycée, nederlandsk: Lyceum, tysk: Lyzeum, polsk: liceum, italiensk: liceo, russisk: Лицей, tr. Litsej).
Definitionen varierer mellem landene; det er normalt en type videregående skole.